# Tetrastigma
Genre
Classification APG III (2009)
Tetrastigma est un genre de plantes de la famille de la vigne, les Vitaceae. Les 141 espèces de ce genre sont des lianes qui grimpent à l'aide de vrilles et qui ont des feuilles palmées. Elles se trouvent dans les régions subtropicales et tropicales d'Asie, de Malaisie et d'Australie, où elles poussent dans la forêt tropicale primaire, la forêt galerie et la forêt de mousson et les bois humides. Les espèces de ce genre sont notables : ce sont les seuls hôtes de plantes parasites de la famille des Rafflesiaceae, dont l'une, Rafflesia arnoldii, produit la plus grande fleur unique du monde. 
Au sein des Vitacées, Tetrastigma est le genre plus proche des Cayratia et Cyphostemma. 

## Fossiles
Un fragment de graine fossilisé du début du Miocène d'une plante du genre Tetrastigma, a été trouvée dans la partie tchèque du bassin de Zittau. Des macrofossiles de Tetrastigma ont été récupérés au stade tardif de Zancléen des sites du Pliocène à Pocapaglia, en Italie. 

## Espèces
,
- Tetrastigma amboinense
- Tetrastigma andamanicum
- Tetrastigma angustifolia
- Tetrastigma annamense
- Tetrastigma apiculatum
- Tetrastigma aplinianum
- Tetrastigma articulatum
- Tetrastigma backanense
- Tetrastigma baenzigeri
- Tetrastigma bambusetorum
- Tetrastigma beauvaisii
- Tetrastigma bracteolatum
- Tetrastigma brunneum
- Tetrastigma calcicola
- Tetrastigma cambodianum
- Tetrastigma campylocarpum
- Tetrastigma caudatum
- Tetrastigma cauliflorum
- Tetrastigma ceratopetalum
- Tetrastigma chapaense
- Tetrastigma clementis
- Tetrastigma coriaceum
- Tetrastigma corniculatum
- Tetrastigma crassipes
- Tetrastigma crenatum
- Tetrastigma cruciatum
- Tetrastigma curtisii
- Tetrastigma delavayi
- Tetrastigma dentatum
- Tetrastigma dichotomum
- Tetrastigma diepenhorstii
- Tetrastigma dubium
- Tetrastigma eberhardtii
- Tetrastigma ellipticum
- Tetrastigma encephalospermum
- Tetrastigma enervium
- Tetrastigma erubescens
- Tetrastigma everettii
- Tetrastigma formosanum
- Tetrastigma funingense
- Tetrastigma gamblei
- Tetrastigma garrettii
- Tetrastigma gaudichaudianum
- Tetrastigma gibbosum
- Tetrastigma grandidens
- Tetrastigma harmandii
- Tetrastigma havilandii
- Tetrastigma hemsleyanum
- Tetrastigma henryi
- Tetrastigma heterophyllum
- Tetrastigma hookeri
- Tetrastigma hypoglaucum
- Tetrastigma jaichagunii
- Tetrastigma jingdongensis
- Tetrastigma jinghongense
- Tetrastigma jinxiuense
- Tetrastigma kwangsiense
- Tetrastigma laevigatum
- Tetrastigma lanyuense
- Tetrastigma laoticum
- Tetrastigma latiffii
- Tetrastigma lauterbachianum
- Tetrastigma lawsonii
- Tetrastigma laxum
- Tetrastigma lenticellatum
- Tetrastigma leucostaphylum
- Tetrastigma lincangense
- Tetrastigma lineare
- Tetrastigma littorale
- Tetrastigma liukiuense
- Tetrastigma loheri
- Tetrastigma longipedunculatum
- Tetrastigma longisepalum
- Tetrastigma macrocorymbosum
- Tetrastigma magnum
- Tetrastigma megacarpum
- Tetrastigma mindanaense
- Tetrastigma mutabile
- Tetrastigma napaulense
- Tetrastigma nilagiricum
- Tetrastigma nitens
- Tetrastigma obovatum
- Tetrastigma obtectum
- Tetrastigma oliviforme
- Tetrastigma pachyphyllum
- Tetrastigma papillatum
- Tetrastigma papillosum
- Tetrastigma papuanum
- Tetrastigma pedunculare
- Tetrastigma pergamaceum
- Tetrastigma petelotii
- Tetrastigma petraeum
- Tetrastigma petrophilum
- Tetrastigma pilosum
- Tetrastigma planicaule
- Tetrastigma poilanei
- Tetrastigma pseudocruciatum
- Tetrastigma pubiflorum
- Tetrastigma pubinerve
- Tetrastigma pullei
- Tetrastigma pycnanthum
- Tetrastigma quadrangulum
- Tetrastigma quadridens
- Tetrastigma rafflesiae
- Tetrastigma retinervium
- Tetrastigma robinsonii
- Tetrastigma robustum
- Tetrastigma rumicispermum
- Tetrastigma rupestre
- Tetrastigma scariosum
- Tetrastigma schlechteri
- Tetrastigma schraderi-montis
- Tetrastigma scortechinii
- Tetrastigma sepulchrei
- Tetrastigma serrulatum
- Tetrastigma sessilifolium
- Tetrastigma siamense
- Tetrastigma sichouense
- Tetrastigma silvestrei
- Tetrastigma steenisii
- Tetrastigma stenophyllum
- Tetrastigma subsuberosum
- Tetrastigma subtetragonum
- Tetrastigma sulcatum
- Tetrastigma taeniatum
- Tetrastigma tamilnadense
- Tetrastigma tavoyanum
- Tetrastigma tetragynum
- Tetrastigma thorsborneorum
- Tetrastigma tonkinense
- Tetrastigma touranense
- Tetrastigma trifoliolatum
- Tetrastigma triphyllum
- Tetrastigma tsaianum
- Tetrastigma venulosum
- Tetrastigma voinierianum
- Tetrastigma warburgii
- Tetrastigma xishuangbannaense
- Tetrastigma xizangense
- Tetrastigma yiwuense
- Tetrastigma yunnanense[9]

## Étymologie
Tetrastigma est dérivé du grec et signifie « quatre stigmates ».